# Gustaf Oscar Wallenberg
Gustaf Oscar Wallenberg, född den 6 januari 1863 i Stockholm, död den 21 mars 1937 i Stockholm (bosatt i Turkiet), var en svensk affärsman, diplomat  och politiker (liberal).

## Biografi
Gustaf Oscar Wallenberg var son till André Oscar Wallenberg och Anna von Sydow, samt halvbror till Knut Wallenberg. Wallenberg blev 1882 underlöjtnant och 1892 kapten i svenska flottan, sedan han 1891 lämnat den aktiva krigstjänsten för att ägna sig åt affärslivet. Han sysselsatte sig särskilt med trafikfrågor och förbättringen av Sveriges sjöfartsförbindelser. Han var verkställande direktör för det rederibolag, som 1897 övertog trafikerandet från svensk sida av rutten Trelleborg–Sassnitz samt arbetade inom den år 1898 tillsatta handels- och sjöfartskommittén livligt för rederinäringens höjande och särskilt för direkta svenska förbindelser med viktigare transoceana länder. År 1892 blev han den förste verkställande direktören i Järnvägs AB Stockholm–Saltsjön, men lämnade 1896 denna post (han efterträddes av Oscar Busch).

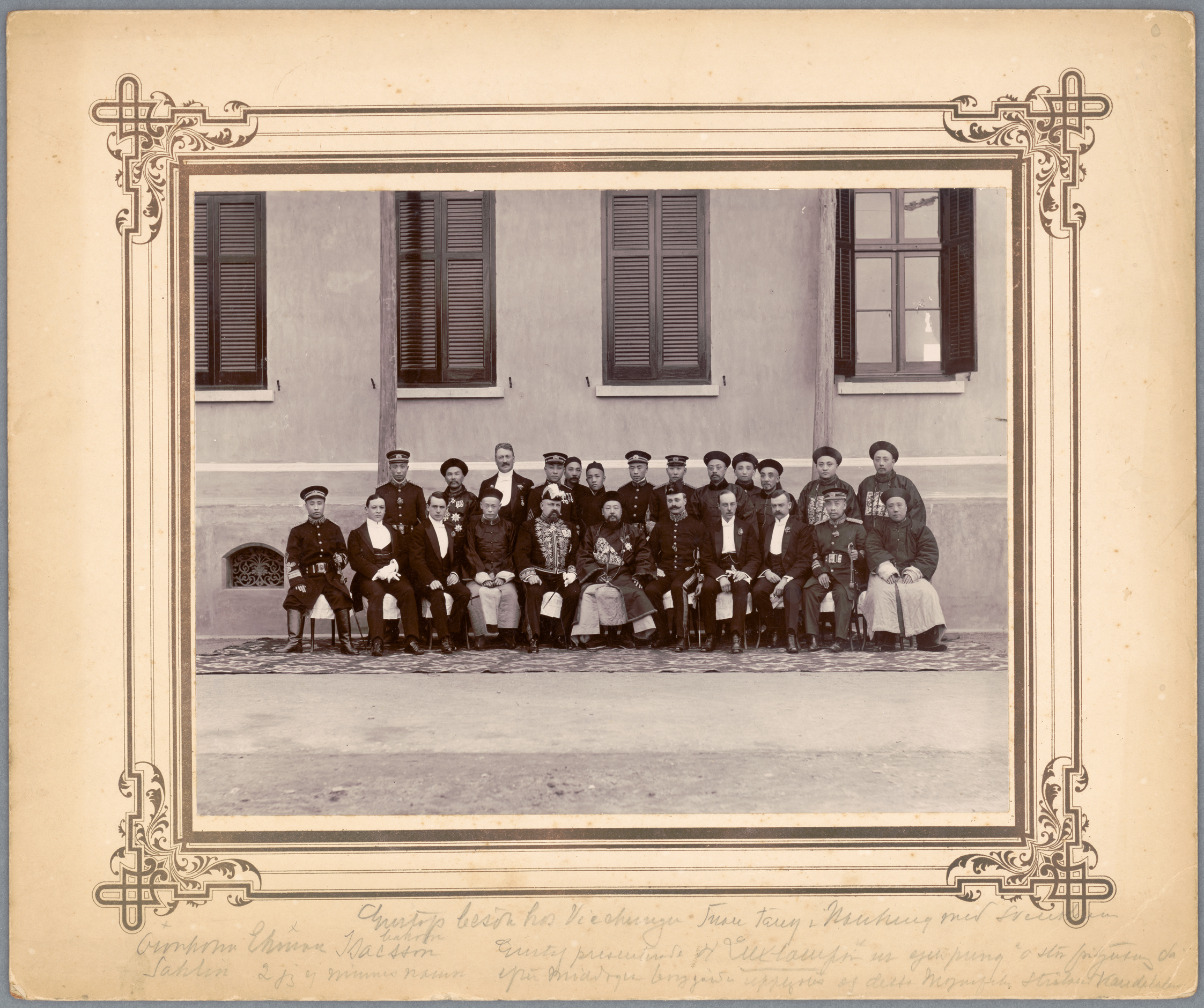
Fotografiet är taget vid Gustaf Oscar Wallenbergs besök hos Tuan Fang år 1907. På nedre raden sitter Gustaf Oscar Wallenberg (5:a från vänster) bredvid vicekungen Tuan Fang (6:a från vänster).

Samma ämne var i hög grad föremål för hans intresse, då han 1900-1907 tillhörde riksdagens andra kammare som representant för Stockholms stad. De första åren betecknade han sig som vilde, men från 1902 tillhörde han Liberala samlingspartiet. När det efter unionsupplösningen blev fråga om att omorganisera Sveriges diplomati, togs Wallenberg i anspråk för dess uppgifter och utnämndes 1906 till envoyé i Tokyo från 1907 var han även ackrediterad i Peking. Wallenberg blev därmed den förste permanent stationerade svenske karriärdiplomaten i Östasien. Samtidigt befordrades han till kommendörkapten av 1:a graden. 
Den 2 juli 1908 slöt Wallenberg en "Vänskaps-, handels och sjöfartstraktat" med det kinesiska Qing–hovet. Fördraget låg i linje med andra fördrag som Kina slöt med flera västmakter kring förra sekelskiftet. Å ena sidan bekräftade fördraget de omfattande privilegier Sverige tillskansat sig med Fördraget i Kanton 1847, å andra sidan gav det nya fördraget möjlighet för avskaffandet av många av dessa privilegier sedan Kina reformerat sitt rättsväsende. Ganska mycket uppseende väckte Wallenbergs hemresa från Tokyo i början av 1918. Till följd av de genom kriget och speciellt den ryska revolutionen vållade osäkra förhållandena blev Wallenberg hejdad i Sibirien, där han länge kvarhölls, samt måste sedan återvända till Japan för att sedan resa över USA till Sverige, dit han först i februari 1919 anlände. 1920 förflyttades Wallenberg till Konstantinopel som minister. Han var sidoackrediterad i Sofia och innehade befattningen till 1930. Den 15 november 1930 flyttade Wallenberg från Skeppsholms församling till Turkiet i avseende på kyrkobokföringen.
Gustaf Oscar Wallenberg gifte sig 1887 med Annie Adelsköld (född 1869, dotter till major Claes Adelsköld och Gustafva Brolin), och de hade barnen Raoul Oscar Wallenberg (1888–1912; far till Raoul Wallenberg), Karin Wallenberg (1891–1979) och Nita Wallenberg (1896–1966).

## Utmärkelser

### Svenska utmärkelser
- Konung Gustaf V:s jubileumsminnestecken med anledning av 70-årsdagen, 1928.[2]
- Kommendör med stora korset av Nordstjärneorden, 6 juni 1916.[2]
- Kommendör av första klassen av Nordstjärneorden, 26 september 1907.[3]
- Riddare av Nordstjärneorden, 1897.[4]
- Kommendör av andra klassen av Vasaorden, 6 november 1905.[5]
- Riddare av första klassen av Vasaorden, 1889.[6]

### Utländska utmärkelser
- Storkorset av Belgiska Kronorden, tidigast 1923 och senast 1925.[7][8]
- Storkorset av Bulgariska Sankt Alexanderorden, tidigast 1925 och senast 1928.[8][9]
- Första klassen av Bulgariska Sankt Alexanderorden, 1922.[7][10]
- Storkorset av Danska Dannebrogorden, tidigast 1925 och senast 1928.[8][9]
- Kommendör av första graden av Danska Dannebrogorden, 1920.[11][12]
- Storkorset av Finlands Vita Ros’ orden, tidigast 1923 och senast 1925.[7][8]
- Första klassen av Japanska Uppgående solens orden, 1912.[13][14]
- Första klassen av Kinesiska Gyllene skördens orden, 1913.[14][15]
- Första klassen av Kinesiska Dubbla drakorden, 1908.[16][17]
- Storkorset av Jugoslaviska Sankt Savaorden, tidigast 1925 och senast 1928.[8][9]
- Riddare av första klassen av Norska Sankt Olavs orden, 1901.[18][19]
- Riddare av Spanska Karl III:s orden, senast 1888.[20]
- Officier de l’Instruction publique av Franska Akademiska palmen, 1901.[18][19]